# Приговор (фильм, 1961)
«Приговор» в советском прокате «Ещё один, которому нужна любовь» (пол. Wyrok) — польский психологический художественный фильм, снятый в 1961 году режиссёром Ежи Пассендорфером на студии «Iluzjon».
Экранизация рассказа Ежи Пшезьдзецкого «Ещё одна любовь».
Премьера фильма состоялась 21 января 1962 года.

## Сюжет
Журналист Опара со своей женой опекают маленького Адася Целярского, внебрачного сына закоренелой алкоголички. Супруги хотят усыновить малыша. Мать, с подачи своего сожителя Зарембского, соглашается отдать сына, требуя взамен высокое вознаграждение. Зарембский фальсифицирует её согласие, получает деньги и скрывается. Суд должен решить, обеспечит ли мать-алкоголичка своему Адасю необходимую заботу и правильное воспитание…

## В ролях
- Гжегож Роман — Адась Целярский
- Лидия Корсакувна — Зофия Целярская, мать Адася
- Венчислав Глиньский — Хенрик Опара, журналист
- Ханна Зембжуская — жена Хенрика Опары
- Юзеф Новак — Альфред Зарембский, любовник Целярской
- Щепан Бачиньский — Сцисловский, доктор, сосед Целярской
- Барбара Баргеловская
- Люцияна Брацкая — домработница Опаров
- Ядвига Хойнацкая — Анеля Ковальская, соседка Целярской
- Мечислав Чехович — сержант милиции
- Бронислав Дардзиньский — Юзеф Козубский
- Казимеж Деюнович — Марцелли Адамский, новый председатель домового комитета
- Бохдан Эймонт — милиционер
- Уршуля Халациньская —  медсестра
- Анна Ярачувна — Розалия Мазур, соседка Целярской
- Эдвард Ковальчик — Стефан Колодзейчик, председатель домового комитета
- Хуго Кшиский — адвокат
- Халина Коссобудзкая — судья
- Здислав Любельский — Юзё, пьяница
- Барбара Маршель
- Тадеуш Плюциньский — поручик милиции
- Витольд Скарух — мужчина, осматривающий квартиру Опаров
- Ирена Скверчиньская
- Станислав Винчевский
- Элеонора Лёренц
- Рудольф Рачка
- Леон Петрашкевич — Жак, доктор (нет в титрах)